# Rudolf Hartmann (dyplomata)
Rudolf Hartmann (ur. 20 października 1916 w Kölliken, zm. 20 lutego 2002) – szwajcarski prawnik, dyplomata i urzędnik konsularny.
Po wstąpieniu w 1945 do szwajcarskiej służby zagranicznej pełnił szereg funkcji, m.in. prawnika w resorcie (1947), kierownika konsulatu w Gdańsku (1947-1949), attaché w poselstwie w Warszawie (1949-1950), attaché/prawnika Dyrekcji Politycznej w Federalnym Departamencie Politycznym (1950-1953), sekretarza poselstwa w Sztokholmie (1954-1956) i Bonn (1957-1960), szefa Misji Szwajcarskiej do Komisji Nadzorczej Państw Neutralnych w Korei (1960-1961), radcy w poselstwie w Bonn (1961), radcy w Misji Szwajcarskiej do Komisji Nadzorczej Państw Neutralnych w Korei (1961-1963), zastępcy dyrektora Dyrekcji Organizacji Międzynarodowych resortu (1963-1969), ambasadora w Bangkoku (1969-1976) i Kopenhadze (1976-1981).